# Галкин, Александр Константинович
Алекса́ндр Константи́нович Га́лкин (род. 28 мая 1952) — советский и российский биолог и церковный историк. Кандидат биологических наук (1982). Старший научный сотрудник Зоологического института РАН. Член Паразитологического общества при РАН.

## Биография
Окончил биолого-почвенный факультет Ленинградского государственного университета (1974). В 1974—1976 годы — стажер-исследователь Зоологического института РАН. 1976—1979 — аспирант Зоологического института РАН. 1979—1984 — старший лаборант Зоологического института РАН.
В 1982 году в Московском государственном университете защитил кандидатскую диссертацию «Морфолого-систематическое исследование и экологический анализ цестод птиц Куршской косы» по специальности «паразитология».
В 1984—1986 годы — младший научный сотрудник Зоологического института РАН. В 1986—1998 годы — научный сотрудник Зоологического института РАН
В 1998 году стал старшим научным сотрудниом Лаборатории паразитическихчервей Зоологического института РАН в Санкт-Петербурге.

## Публикации
- Электронно-микроскопическое исследование паразитических червей // Паразитология. 1975. — Т. 9, Вып. 6. — С. 555—557.
- Морфогенез половой системы Passerilepis crenata (Cestoidea: Hymenolepididae) // Паразитология. 1979. — Т. 13, Вып. 6. — С. 611—619.
- Цестоды скворца (Sturnus vulgaris) Куршской косы // Паразитология. 1979. — Т. 13, Вып. 2. — С. 134—143.
- Цестоды дятловых (Picidae) Куршской косы // Паразитология. 1980. — Т. 14, Вып. 5. — С. 427—438.
- Цестоды воробьиных Куршской косы. Эколого-фаунистический очерк // Труды Зоологического института АН СССР. 1981. — Т. 108. — С. 53-98.
- О филогенетическом положении нематотениат (Cyclophyliidea, Nematotaeniata) // Паразитология. 1986. — Том 20, Вып. 3. — С. 182—187.
- О становлении нециклофиллидных цестод — паразитов чаек // Труды Зоологического института АН СССР. 1987. — Т. 161. — С. 3-23.
- О синонимике Anomotaenia microrhyncha (Krabbe, 1869) (Cestoidea, Dilepididae) // Паразитология. 1987, Т. 21, Вып. 5. — С. 669—672.
- О строении сколекса цестоды Nematoparataenia southwelli (Cestoda, Cyclophyllidea) // Паразитология. 1988. — Т. 22, Выпуск 6. — С. 464—470.
- Переописание Drepanidotaenia spinulosa и пересмотр положения вида в системе гименолепидид // Паразитология. 1990, Т. 24, Вып. 5. — С. 369—378.
- О диагностических признаках рода Skrjabinoparaksis (Cyclophyllidea: Hymenolepididae) // Паразитология. 1991. — Т. 25, Выпуск: 4. — С. 344—348.
- Переисследование вида Liga dubinini (Cestoda: Dilepididae) // Паразитология. 1993. — Т. 27. — С. 242—250.
- Цестоды рыбоядных птиц о. Харлов и Земли Франца-Иосифа // Паразитология. 1994. — Т. 28. — С. 373—384. (соавторы: Галактионов К. В., Марасаев С. Ф., Прокофьев В. В.)
- K вопросу о постоянстве ряда признаков, используемых в систематике дилепидид // Паразитология. 1995, Том 29, Вып. 4 — С. 272—278.
- Постларвальное развитие сколекса Tetrabothrius erostris (Cestoda: Tetrabothriidea) и филогенетические основы этого процесса // Паразитология. 1996. — Т. 30. — С. 315—323.
- Переопределение «Hymenolepis setigera» от гаг Мурманского побережья // Паразитология. 1997. — Т. 31, Вып. 3. — С. 223—230.
- О валидности рода Tschertkovilepis (Cestoda: Hymenolepididae) и его видовом составе // Проблемы цестодологии. — СПб., 1998. — С. 40-50.
- Находка Microsomacanthus ductilis (Cestoda: Hymenolepididae) у гаги Земли Франца-Иосифа // Паразитология. 1999. — Т. 33, Вып. 2. — С. 113—117. (в соавторстве с К. В. Галактионовым, С. Ф. Марасаевым)
- Положение амфилинид в системе Cercomeromorphae // Паразитология. 1999. — Т. 33, Вып. 6. — C. 497—506.
- Находка цестоды у люрика Alle alle на Земле Франца-Иосифа // Паразитология. 2000. — Том: 34, Вып. 3. — С. 249—252. (в соавторстве с К. В. Галактионовым)
- Из истории изучения паразитических червей в Российской академии наук // Паразитология. 2001. — Т. 35, Вып. 5. — С. 467—472. (в соавторстве с О. Н. Пугачёвым)
- Особенности строения и вооружения хоботка у родов Kowalewskiella и Himantaurus (Cyclophyllidea: Dilepididae) // Паразитология. 2003. — Том 37, Вып. 3. — С. 221—228.
- Особенности гельминтофауны морских птиц архипелага Шпицберген // Доклады Академии наук. 2004. — Т. 395. — № 2. — С. 280—282. (соавторы В. В. Куклин, С. Ф. Марасаев, Е. Ф. Марасаева)
- Сравнительный анализ гельминтофауны моевок (Rissa tridactyla (Linnaeus, 1758)) и бургомистров (Larus hyperboreus Gunnerus, 1767) из различных районов Баренцева моря // Паразитология. 2005. — Т. 39. — № 6. — С. 544—558. (соавторы В. В. Куклин, К. В. Галактионов, С. Ф. Марасаев)
- Redescription and new data on Microsomacanthus jaegerskioeldi (Fuhrmann, 1913) (Cestoda: Hymenolepididae). Systematic Parasitology. 2006. — № 64 (1). — С. 1—11. (Regel K.V. & Mariaux J.)
- Redescription and new data on Microsomacanthus diorchis (Fuhrmann, 1913) (Cestoda: Hymenolepididae). Systematic Parasitology. 2008. — № 70 (2): 119—130. (Mariaux J., Regel K.V., Skirnisson K.)
- С. К. Бондаренко, В. Л. Контримавичус. Аплопараксиды диких и домашних птиц. М.: Наука. 2006. 443 с. (Основы цестодологии. Т. 14) // Паразитология. 2008. — Т 42, вып. 3. — С. 246—248.
- Диагностические признаки Microsomacanthus microsoma (Creplin, 1829) — типового вида рода Microsomacanthus Lopez-NEYRA, 1942 — как основа для ревизии рода // Паразитология. 2010. — № 44 (5). — С. 389—405. (соавтор Регель К. В.)
- Род Kowalewskius Yamaguti, 1959 (Cestoda, Hymenolepididae) и его видовой состав // «Современные проблемы эволюционной морфологии животных». Материалы II Всероссийской конференции с международным участием к 105-летию со дня рождения академика А. В. Иванова. 2011. — С. 98-100 (соавтор Регель К. В.)
- О валидности рода Otidilepis Yamaguti, 1959. (Cestoda: Hymenolepididae) и номенклатуре хоботковых крючьев его типового вида O. tetracis (Cholodkowsky, 1906) // Паразитология. 2014. — C. 6 (48). — C. 437—448.
- Профессор Олег Николаевич Бауер (07.VI.1915-11.V.2003) // Паразитология. 2016. — Т. 50, Вып. 4. — С. 251—262.
- К вопросу о взаиморасположении половых желез у некоторых трехсеменниковых гименолепидид // Паразитология. 2019. — Т. 53, Вып. 1. — С. 14-30.
- Варианты взаиморасположения половых желез трехсеменниковых гименолепидид: новое прочтение // Паразитология. 2019. — Т. 53, Вып. 6. — С. 473—481

- Памятник возрождения древнерусского зодчества // Декоративное искусство СССР. 1983. — № 3. — С. 38-40
- Духовное образование в Русской православной церкви при Святейшем Патриархе Московском и всея России Тихоне (1917—1925) // Христианское чтение. 1990. — № 2. — С. 36-59; № 3. — С. 41-63; № 7. — С. 19-49; 1993. № 8. — С. 7-27 (в соавторстве с В. Сорокиным и А. А. Бовкало)
- Правящие архиереи Санкт-Петербургской — Петроградской — Ленинградской епархии: Хронологический список // Христианское чтение. М., 1991. — № 2. — C. 55-66. (в соавторстве с А. А. Бовкало)
- Митрополит Вениамин (Казанский). Краткая биография // Христианское чтение. 1991. — № 6. — С. 5-8. (в соавторстве с А. А. Бовкало)
- Священномученик Митрополит Вениамин: Житие священномученика Вениамина (Василий Павлович Казанский) (1873—1922) митрополита Петербургского и Гдовского // София. 1992. — № 2. — С. 2-3. (в соавторстве с А. А. Бовкало)
- Митрополит Арсений и судебные процессы в Новгороде в 1920—1922 годах // Арсеньевские чтения. — Новгород, 1993. — С. 81—104.
- Убиенный епископ Кирилловский Варсонофий // София. 1993. — № 8. — С. 14 (в соавторстве с А. А. Бовкало)
- Единым сердцем // Вечерний Петербург. 1994. — № 7 (13.01). — С. 2 (в соавторстве с М. В. Шкаровским и А. А. Бовкало)
- Леохновский приход: Антониево-Леохновский Спасо-Преображенский монастырь Новгородской епархии (Старорусский район, село Леохново) // София. 1994. — № 4 (12). — С. 9.
- С семинаристами у Нижегородских святынь (из жизни св. митрополита Петроградского Вениамина) // Сеятель. Нижний Новгород. 1994. — № 1 — С. 14-18 (в соавторстве с А. А. Бовкало)
- Pietarin metropoliitta, marttyyri Veniamin ja Karjala // Carelia. Петрозаводск. 1994. — № 3. — P. 108—113 (в соавторстве с А. А. Бовкало)
- Выпускник Олонецкой духовной семинарии К. И. Казанский // Традиции образования в Карелии: Материал респ. науч.-практ. конф., посвящ. 165-летию Олонецкой духовной семинарии. — Петрозаводск: Комиздат РК, 1995. — С. 24-27. (в соавторстве с А. А. Бовкало)
- Я. С. Елпидинский — преподаватель, ученый, личность // Традиции образования в Карелии: Материал респ. науч.-практ. конф., посвящ. 165-летию Олонецкой духовной семинарии. — Петрозаводск: Комиздат РК, 1995. — С. 33-36. (в соавторстве с А. А. Бовкало)
- Святые Русской православной церкви и Санкт-Петербург // Петербургские чтения — 95. Материалы научн. конф. 22-26 мая 1995 года. — СПб., 1995. — С. 164—167. (в соавторстве с А. А. Бовкало)
- Забытый историк Новгородской семинарии // София. 1995. — № 1 (13) — С. 7. (в соавторстве с А. А. Бовкало)
- Новгородская епархия в годы оккупации (1941—1943 гг.) // София. 1995. — № 2 (14). — С. 4. (в соавторстве с А. А. Бовкало)
- Возрождение религиозной жизни и формы её проявление на оккупированной территории: новые источники // Уроки и проблемы изучения истории второй мировой войны. Тезисы научно-практической конференции. 1995. — С. 87-88.
- «Забудущие родители» — монастырь, уцелевший до 1937 года // Прошлое Новгорода и Новгородской земли. тезисы докладов и сообщений научной конференции. Новгородский государственный университет им. Ярослава Мудрого, межвузовская научная программа «Исторический опыт русского народа и современность». 1995. — С. 139—142.
- Родился сын Василий… Установлена точная дата рождения св. митрополита Вениамина // Вечерний Петербург. 1995. — № 148 (14.08). — С. 3. (в соавторстве с А. А. Бовкало)
- Evangelist und Lehrer des Volkes. Zum Errinnerung an den Martyrer im Bischofsrang Metropolit Benjamin // Stimme der Orthodoxie. 1995. — № 2. — S. 12-20. (в соавторстве с А. А. Бовкало)
- Епископ Димитрий (Сперовский) в Новгороде и Старой Руссе // Прошлое Новгорода и Новгородской земли. тезисы докладов и сообщений научной конференции. Новгородский государственный университет им. Ярослава Мудрого, международная научная программа «Исторический опыт русского народа и современность». 1996. — С. 174—178. (в соавторстве с А. А. Бовкало)
- Святитель Вениамин и крестные ходы петербуржцев // Петербуржец путешествует. Сборник материалов конференции 2-3 марта 1995 года. — СПб., 1995. — С. 101—109 (в соавторстве с А. А. Бовкало)
- Первые месяцы служения святителя Вениамина на Петроградской кафедре (1917 год) // Петербургские чтения-96 : материалы Энциклопедической библиотеки «Санкт-Петербург-2003»: материалы временных коллективов. — Санкт-Петербург : Рус.-Балт. информ. центр БЛИЦ, 1996. — 480 с. — С. 148—151 (в соавторстве с А. А. Бовкало)
- Священномученик митрополит Владимир и Новгород // Арсениевские чтения. — Новгород, 1996. — Вып. 2. — С. 135—148.
- Очаг веры у «Забудущих родителей»: О монастыре «Забудущие родители» у деревни Зихново Боровичского района Новгородской области // София. 1997. — № 2. — С. 23-25. (в соавторстве с А. А. Бовкало)
- Последний путь имеретинского царевича // Прошлое Новгорода и Новгородской земли. Матералы научной конференции 11—13 ноября 1997 года. Новгородский государственный университет им. Ярослава Мудрого, межвузовская научная программа «Исторический опыт русского народа и современность». 1997. — С. 104—107.
- Храмы и школы в Велебицах: История Велебицкого прихода (село Велебицы Старорусского района Новгородской области) и церковно-приходской школы // София. 1997. — № 4. — С. 25-27.
- Родственные связи св. митрополита Петроградского Вениамина // Из глубины времен. 1997. — № 8. — С. 147—161. (в соавторстве с А. А. Бовкало)
- Студенческие годы св. митрополита Вениамина в Санкт-Петербургской духовной академии // Христианское чтение. 1997. — № 14. — С. 80-87. (в соавторстве с А. А. Бовкало)
- Открытие Петроградского богословского института в 1920 году: [Докл. на юбил. конф. СПбДАиС. 25-26 дек. 1996 г.] // Христианское чтение. 1997. — № 14. — С. 124—136. (в соавторстве с В. У. Сорокиным и А. А. Бовкало)
- Псковская духовная миссия и возрождение монастырей на Северо-Западе России // Ежегодная богословская конференция Православного Свято-Тихоновского Богословского Института: Материалы 1997 г. / гл. ред. В. Н. Воробьев, прот. — М. : Изд-во ПСТБИ, 1997. — 242 с. — С. 107—112. (в соавторстве с А. А. Бовкало)
- Кирилловское викариатство Новгородской земли: История город Белоозерска и Кирилло-Белозерского монастыря (Вологодская область) // София. — Новгород, 1998. — № 1. — С. 26-29.
- Тихвинское викариатство Новгородской земли // София. — Новгород, 1998. — № 2 — С. 25-27.
- Череповецкое благочиние: О наследии Череповецкого монастыря Вологодской области // София. — Новгород, 1998. — № 3. — С. 32-35.
- Из очерков митрополита Антония (Мельникова) : митрополит Никодим и Новгород // София. 1998. — № 4. — С. 4-6.
- Настоятели монастырей Каргополья XIX-начала XX века // Наследие монастырской культуры: Ремесло, художество, искусство. Статьи, рефераты, публикации. Министерство культуры Российской Федерации. Российская Академия наук. Российский институт истории искусств. Санкт-Петербург, 1998. — С. 33-38.
- Опыт обучения «поселянских детей» Олонецкой губернии в николаевское время // Философский век. Альманах (К 275-летию Академии наук и 200-летию со дня рождения Николая I). Санкт-Петербург, 1998. — С. 143—159. (в соавторстве с А. А. Бовкало)
- Просветительская деятельность Ф. К. Андреева в Петроградском богословском институте // Ежегодная богословская конференция Православного Свято-Тихоновского Богословского Института: Материалы 1998 г. / гл. ред. В. Н. Воробьев, прот. — М. : Изд-во ПСТБИ, 1998. — 369 с. — С. 191—195. (в соавторстве с А. А. Бовкало)
- Монастыри Каргополья — родины св. митрополита Вениамина // Наследие монастырской культуры: Ремесло, художество, искусство. — СПб., 1998. — Вып. 3. — С. 19-32.
- Епископы Кирилловские // Духовное, историческое и культурное наследие Кирилло-Белозерского монастыря: К 600-летию основания. — СПб., 1998. — С. 196—212 (в соавторстве с А. А. Бовкало).
- Священномученик Вениамин — ректор Самарской Духовной Семинарии // Духовный собеседник. Самара. 1998. — № 2 (14). — С. 119—133 (в соавторстве с А. А. Бовкало).
- Нелёгкая судьба обители: Валдайском Иверском Светозерском Богородицком мужском монастыре Валдайского района Новгородской области // София. 1999. — № 1. — С. 39-40.
- «Не на едином обретаемся месте…»: Об обителях, в стенах которых молился митрополит Иов // София. 1999. — № 4. — С. 35-37.
- Св. митрополит Вениамин [Казанский] и Петроградский богословский институт // Ежегодная богословская конференция Православного Свято-Тихоновского богословского института. 1999. — С. 350—356. (в соавторстве с А. А. Бовкало)
- Князь-Владимирский собор в истории Санкт-Петербурга и России // Петербургские чтения-98-99: материалы Энциклопедической библиотеки «Санкт-Петербург-2003» : материалы временных коллективов. — Санкт-Петербург: Петербургский институт печати, 1999. — С. 53-57.
- Митрополит Григорий (Чуков) и священномученик Вениамин Петроградский // Церковный вестник. — СПб., 2000. — № 11. — С. 48-52.
- Епископ Валдайский Иосиф // Прошлое Новгорода и Новгородской земли: Материалы научной конференции. — Великий Новгород, 2000. — Ч. 2. — С. 57-63. (в соавторстве с А. А. Бовкало)
- Вениаминовская Охта // Нева. СПб., 2001. — № 1. — С. 209—213.
- Род Казанских в истории Олонецкой епархии // Святые и святыни северорусских земель. (по материалам VII научной региональной конференции). Каргополь, 2002. — С. 5-17. (в соавторстве с А. А. Бовкало)
- Религиозная жизнь в Карелии в первое десятилетие после «большого террора» // Финно-угры и соседи: проблемы этнокультурного взаимодействия в Балтийском и Баренцевом регионах. Сборник научных трудов. Санкт-Петербург, 2002. — С. 263—278. (в соавторстве с А. А. Бовкало)
- Город в осаде. Малоизвестные страницы церковной истории блокадного Ленинграда // Санкт-Петербургские епархиальные ведомости. 2002. — Вып. 30-31. — С. 242—244.
- Церковное возрождение в Гатчине (Ленинградская епархия) во время Второй мировой войны // Ежегодная богословская конференция Православного Свято-Тихоновского Богословского Института: Материалы 2002 г. / гл. ред. В. Н. Воробьев, прот. — М. : Изд-во ПСТБИ, 2002. — 439 с. — С. 250—256 (в соавторстве с А. А. Бовкало)
- Икона прп. Серафима Саровского «В житии» из Князь-Владимирского собора // Церковный вестник — СПб., 2003. — № 6/7. — С. 29-31
- Экскурсия самарских семинаристов по восточной Финляндии в 1903 г. // Санкт-Петербург и страны Северной Европы. 2003. — № 4. — С. 382—390. (в соавторстве с А. А. Бовкало)
- Олонецкий губернатор М. Д. Демидов (1842—1892) // Альманах Международного Демидовского фонда. Вып. 2. — М., 2003. — С. 104—109. (в соавторстве с А. А. Бовкало)
- Конференция на Валааме: О второй международной научной конференции «Спасо-Преображенский Валаамский монастырь : духовные традиции, история, культура» (Валаам 29.09-1.10. 2003 г.) // София. 2003. — № 4. — С. 25-26.
- Епископ Серафим (Велицкий) и его роль в жизни Новгородской епархии 1920-х годов // Прошлое Новгорода и Новгородской земли. Матералы научной конференции 18—20 ноября 2003 года. Новгородский государственный университет им. Ярослава Мудрого. 2003. — С. 233—239. (в соавторстве с А. А. Бовкало)
- Предтечева рука в Гатчине: от императора Павла до митрополита Вениамина // Императорская Гатчина. Материалы научн. конф. СПб. — 2003. — С. 63-72.
- Ректорский крест. (Архимандрит Вениамин во главе Санкт-Петербургской Духовной семинарии) // Санкт-Петербургские епархиальные ведомости. 2004. — Вып. 32. — С. 14-21
- Вдохновитель народных паломничеств. Крестные ходы, возглавляемые свт. Вениамином в С.-Петербургской епархии // Санкт-Петербургские епархиальные ведомости. 2004. — Вып. 32. — С. 47-56.
- Гдовский Димитриевский собор — кафедральный храм священномученика митрополита Вениамина // Санкт-Петербургские епархиальные ведомости. 2004. — Вып. 32. — С. 167—176.
- «Идеже бе воспитан…» Нименгский погост — родина св. митрополита Вениамина // Санкт-Петербургские епархиальные ведомости. 2004. — Вып. 32. — С. 216—224.
- Протоиерей Евграф Мегорский: к 100-летию кончины // Прошлое Новгорода и Новгородской земли. Матералы научной конференции 16—18 ноября 2004 года. Новгородский государственный университет им. Ярослава Мудрого. 2005. — С. 155—160. (в соавторстве с А. А. Бовкало)
- К 50-летию со дня кончины митрополита Ленинградского и Новгородского Григория (Чукова) // София. 2005. — № 4. — С. 7-9.
- Комментарии А. К. Галкина // София. 2005. — № 4. — С. 12-13.
- Из наследия митрополита Григория (Чукова). По материалам архива Санкт-Петербургской епархии // Вестник церковной истории. 2006. — № 1. — С. 243—250. (в соавторстве с В. У. Сорокиным)
- Лодейнопольский Петропавловский собор. Епископы Лодейнопольские // Санкт-Петербургские епархиальные ведомости. 2006. — Вып. 34. — С. 6-10.
- Александро-Свирский монастырь как резиденция викарных епископов и центр духовного образования / Санкт-Петербургские епархиальные ведомости. 2006. — Вып. 34. — С. 11-15.
- Церковь Воскресения Христова в Важинах // Санкт-Петербургские епархиальные ведомости. 2006. — Вып. 34. — С. 212—225.
- Ректор Новгородской духовной семинарии протоиерей Евграф Мегорский // София. 2007. — № 4 — С. 30-32. (в соавторстве с А. А. Бовкало)
- Указы и определения Московской Патриархии об архиереях с начала Великой Отечественной войны до Собора 1943 г. // Вестник церковной истории, Москва, 2008. — № 2 (10). — C. 57-118.
- Епископы Ладожские и Кексгольмские и Ладожские XVIII в. // Санкт-Петербургские епархиальные ведомости. 2008. — Вып. 35/36. — С. 4-9.
- Край родной, поля как святцы… Канонизация святых при митрополите Никодиме // Вода живая. Санкт-Петербургский церковный вестник — СПб., 2008. — № 9. — С. 49-53.
- Взгляд на Новгород из Казани // София. — Новгород, 2008. — № 2. — С. 38-40.
- Собор Рождества Пресвятой Богородицы в Новой Ладоге // Санкт-Петербургские епархиальные ведомости. 2009. — Вып. 37/38. — С. 158—164.
- Чудотворный образ святителя Николая в Новой Ладоге // Санкт-Петербургские епархиальные ведомости. 2009. — Вып. 37/38. — С. 179—183.
- Осадный крест из Климентовской церкви в Новой Ладоге // Санкт-Петербургские епархиальные ведомости. 2009. — Вып. 37/38. — С. 184—186.
- Письма и телеграммы протоиерея Иоанна Козлова митрополиту Ленинградскому и Новгородскому Григорию (Чукову) из Андижана // Церковно-исторический вестник 2009/2010. — № 16-17. — С. 27-42.
- Воскресенский всех учебных заведений собор в 1910—1916 гг. и служения в нём святителя Вениамина, епископа Гдовского // Кафедра Исаакиевского собора VI. Мат-лы науч.-практич. конф. «Сей храм наименован собором всех учебных заведений». — СПб., 2010. — С. 127—142.
- Олонецкая духовная семинария в биографии первого архиепископа Олонецкого Игнатия (Семёнова) // Олонецкая духовная семинария и православная духовность в Олонецком крае. Материалы региональной конференции, посвященной 180-летию Олонецкой духовной семинарии (17-18 ноября 2009 года, г. Петрозаводск) / отв. ред. В. М. Пивоев. — Петрозаводск, 2012. — С. 20-31.
- «… Почиет прах в обители уединенной» // София. — Новгород, 2012. — № 2 — С. 5—8.
- Архимандрит Герасим (Гайдуков) — настоятель Клопского монастыря // Новгородский архивный вестник. — 2013. — № 11. — С. 211—217.
- Из эпистолярного наследия священномученика Никодима (Кононова). Письмо митрополиту Киевскому Флавиану из Петрозаводска // Святые и святыни Обонежья: Материалы Всероссийской научной конференции «Водлозерские чтения-2013», посвященной 380-летию со дня преставления святого преподобного Диодора Юрьегорского, основателя Троицкого монастыря в Водлозерье (2-4 сентября 2013 года) / отв. ред. А. В. Пигин. — Петрозаводск, 2013. — С. 187—196.
- Через 10 лет после «легализации». Сеть приходов Московской Патриархии в Ленинградской области и Карелии к весне 1937 года // Ежегодная богословская конференция ПСТБИ. 2013. — С. 22-28.
- Из Софии в Софию: к истории перенесения мощей святителя Никиты Новгородского в XX веке // Прошлое Новгорода и Новгородской земли. Матералы научной конференции 17—18 ноября 2011 года. Новгородский государственный университет им. Ярослава Мудрого. 2013. — С. 175—179.
- Приходы и духовенство Московской патриархии в пределах современной Новгородской области накануне 950-летия Крещения Руси // Новгородика — 2012: у истоков российской государственности: материалы IV междунар. научн. конференции, 24—26 сент. 2012 г. / сост. Д. Б. Терешихина [и др.]. Великий Новгород, 2013. — Ч. 1. — С. 97—108.
- Первая резолюция митрополита Никодима (Ротова) при вступлении на Ленинградскую кафедру // Церковно-исторический вестник. — 2013—2014. — № 20/21. — С. 84-91.
- Рижские сёстры под покровом Саввы Вишерского // София. — Новгород, 2014. — № 2 — С. 19-22.
- Дерзновенный на подвиг // Наша вера радостная. Памяти протоиерея Михаила Женочина / сост. В. А. Фатеев, свящ. Д. А. Пономарев. — СПб.: изд-во Политехн. ун-та, 2015. — С. 202—206.
- Докладные записки обновленческого архиепископа Павла (Раевского) о временном управлении им Новгородской епархией на рубеже 1932/1933 гг. // Новгородский архивный вестник. — 2016. — № 13. С. 142—152.
- Новгородский архипастырь рубежа XVII—XVIII веков // София. — Новгород, 2016. — № 2 — С. 7-9.
- «… мы и чёрного борова посвятим в архиереи». К начальной истории Каргопольского викариатства Олонецкой епархии // Каргополь и Русский Север в истории и культуре России X—XXI вв. Материалы XIV Каргопольской научной конференции (15—18 августа 2016 г.). Каргополь, 2017. — С. 173—179
- Дополнение к «Обзору мемориальных плит Софийского собора» // София. — Новгород, 2018. — № 1 — С. 26-27.
- Отпевание А. А. Ахматовой в контексте церковной жизни Ленинграда 1960-х годов : К 40-летию со дня кончины митрополита Никодима (Ротова) // Свет Христов просвещает всех: альманах Свято-Филаретовского института. — 2018. — Вып. 27. — С. 151—167.
- Заботливый Саблер: к истории назначения игумена Варнавы (Накропина) настоятелем Палеостровского монастыря // 1917—2017 годы: уроки столетия для Карелии : материалы научной конференции (24 ноября 2016 года, г. Петрозаводск) / [редкол.: С. Г. Веригин, А. М. Пашков (отв. ред.)]. — Петрозаводск, 2018. — С. 115—125.
- Сеть приходов бывшего Порховского уезда на начало 1937 г. и её ликвидация в ходе Большого террора // Краеведческие чтения. Порхов: материалы XV научно-практической конференции, 29—30 сентября 2017 г. — Псков: ПОИПРКО, 2019. — С. 111—126.
- 1788 год в судьбе Новгородской семинарии и двух её наставников, учившихся в чужих краях // Ученые записки Новгородского государственного университета имени Ярослава Мудрого. 2020. — № 5 (30).
- Плоды межконфессионального общения при митрополите Ленинградском и Новгородском Никодиме (Ротове) // Свет Христов просвещает всех: альманах Свято-Филаретовского института. — 2020. — Вып. 35 — С. 226—247.
- «От первого лица»: Богословско-пастырские курсы в Ленинграде в дневниках, резолюциях и письмах митрополита Григория (К двум 75-летним юбилеям открытия духовных школ: 22 ноября 1945 г. и 14 октября 1946 г.) // Христианское чтение. — 2021. — № 3 — С. 68-89. (в соавторстве с Л. К. Александровой-Чуковой)
- «Мало просите…»: церковно-исторические итоги беседы И. В. Сталина с тремя митрополитами в ночь на 5 сентября 1943 года // Вестник Свято-Филаретовского института. — 2023. — Вып. 45 — С. 91—119.

- Винницкое викариатство // Православная энциклопедия. — М., 2004. — Т. VIII : Вероучение — Владимиро-Волынская епархия. — С. 515-516. — 39 000 экз. — ISBN 5-89572-014-5.
- Владимир (Богоявленский) // Православная энциклопедия. — М., 2004. — Т. VIII : Вероучение — Владимиро-Волынская епархия. — С. 629-634. — 39 000 экз. — ISBN 5-89572-014-5. (в соавторстве с игуменом Дамаскином (Орловским))
- Выборгское викариатство // Православная энциклопедия. — М., 2005. — Т. X : Второзаконие — Георгий. — С. 54-55. — 39 000 экз. — ISBN 5-89572-016-1.
- Вытегорское викариатство // Православная энциклопедия. — М., 2005. — Т. X : Второзаконие — Георгий. — С. 111. — 39 000 экз. — ISBN 5-89572-016-1.
- Гавриил (Воеводин) // Православная энциклопедия. — М., 2005. — Т. X : Второзаконие — Георгий. — С. 212-213. — 39 000 экз. — ISBN 5-89572-016-1. (в соавторстве с Н. Ю. Васильевой и М. В. Шкаровским)
- Гдовское викариатство // Православная энциклопедия. — М., 2005. — Т. X : Второзаконие — Георгий. — С. 480-481. — 39 000 экз. — ISBN 5-89572-016-1.
- Геннадий (Туберозов) // Православная энциклопедия. — М., 2005. — Т. X : Второзаконие — Георгий. — С. 609-611. — 39 000 экз. — ISBN 5-89572-016-1. (в соавторстве с Н. Ю. Васильевой и М. В. Шкаровским)
- Григорий (Лебедев) // Православная энциклопедия. — М., 2006. — Т. XII : Гомельская и Жлобинская епархия — Григорий Пакуриан. — С. 543-545. — 39 000 экз. — ISBN 5-89572-017-X. (в соавторстве с М. В. Шкаровским)
- Гурий (Егоров) // Православная энциклопедия. — М., 2006. — Т. XIII : Григорий Палама — Даниель-Ропс. — С. 473-475. — 39 000 экз. — ISBN 5-89572-022-6.
- Гурий (Охотин) // Православная энциклопедия. — М., 2006. — Т. XIII : Григорий Палама — Даниель-Ропс. — С. 478-479. — 39 000 экз. — ISBN 5-89572-022-6. (в соавторстве с Е. В. Липаковым)
- Демянское викариатство // Православная энциклопедия. — М., 2007. — Т. XIV : Даниил — Димитрий. — С. 390-391. — 39 000 экз. — ISBN 978-5-89572-024-0.
- Деревяницкий в честь Воскресения Христова женский монастырь // Православная энциклопедия. — М., 2007. — Т. XIV : Даниил — Димитрий. — С. 422-426. — 39 000 экз. — ISBN 978-5-89572-024-0. (часть статьи)
- Димитрий (Сеченов) // Православная энциклопедия. — М., 2007. — Т. XV : Димитрий — Дополнения к „Актам Историческим“. — С. 93-96. — 39 000 экз. — ISBN 978-5-89572-026-4. (в соавторстве с Д. Б. Кочетовым и Я. Э. З.)
- Димитрий (Сперовский) // Православная энциклопедия. — М., 2007. — Т. XV : Димитрий — Дополнения к „Актам Историческим“. — С. 96-98. — 39 000 экз. — ISBN 978-5-89572-026-4. (в соавторстве с игуменом Серафимом (Питерским) и монахиней Мелетией (Панковой))
- Евгений (Мерцалов) // Православная энциклопедия. — М., 2008. — Т. XVII : Евангелическая церковь чешских братьев — Египет. — С. 81-82. — 39 000 экз. — ISBN 978-5-89572-030-1.
- Евфимий (Лапин) // Православная энциклопедия. — М., 2008. — Т. XVII : Евангелическая церковь чешских братьев — Египет. — С. 417-418. — 39 000 экз. — ISBN 978-5-89572-030-1.
- Ермоген (Добронравин) // Православная энциклопедия. — М., 2008. — Т. XVIII : Египет древний — Эфес. — С. 653-654. — 39 000 экз. — ISBN 978-5-89572-032-5.
- Игнатий (Семёнов) // Православная энциклопедия. — М., 2009. — Т. XXI : Иверская икона Божией матери — Икиматарий. — С. 128-131. — 39 000 экз. — ISBN 978-5-89572-038-7. (в соавторстве с А. Н. Акиньшиным)
- Иннокентий (Нечаев) // Православная энциклопедия. — М., 2010. — Т. XXIII : Иннокентий — Иоанн Влах. — С. 14-17. — 39 000 экз. — ISBN 978-5-89572-042-4. (в соавторстве со священником Александром Берташем)
- Иоанн Александрович Кочуров // Православная энциклопедия. — М., 2010. — Т. XXIII : Иннокентий — Иоанн Влах. — С. 281-284. — 39 000 экз. — ISBN 978-5-89572-042-4.
- Иов // Православная энциклопедия. — М., 2011. — Т. XXV : Иоанна деяния — Иосиф Шумлянский. — С. 295-298. — 39 000 экз. — ISBN 978-5-89572-046-2. (основная часть статьи)
- Ионафан (Руднев) // Православная энциклопедия. — М., 2011. — Т. XXV : Иоанна деяния — Иосиф Шумлянский. — С. 502-507. — 39 000 экз. — ISBN 978-5-89572-046-2. (в соавторстве с А. В. Урядовой и Т. В. Колбасовой)
- Иосиф (Римский-Корсаков) // Православная энциклопедия. — М., 2011. — Т. XXV : Иоанна деяния — Иосиф Шумлянский. — С. 653. — 39 000 экз. — ISBN 978-5-89572-046-2. (соавтор Д. Б. К.)
- Иосиф (Николаевский-Невский) // Православная энциклопедия. — М., 2011. — Т. XXV : Иоанна деяния — Иосиф Шумлянский. — С. 646-647. — 39 000 экз. — ISBN 978-5-89572-046-2.
- Исаев Савва (Савелий) Исаевич // Православная энциклопедия. — М., 2011. — Т. XXVII : Исаак Сирин — Исторические книги. — С. 69-70. — 39 000 экз. — ISBN 978-5-89572-050-9.
- Кексгольмское и Ладожское викариатство // Православная энциклопедия. — М., 2013. — Т. XXXII : Катехизис — Киево-Печерская икона „Успение Пресвятой Богородицы“. — С. 337-339. — 33 000 экз. — ISBN 978-5-89572-035-6.
- Кингисеппское викариатство // Православная энциклопедия. — М., 2013. — Т. XXXIII : Киево-Печерская лавра — Кипрская икона Божией Матери. — С. 518-519. — 33 000 экз. — ISBN 978-5-89572-037-0. (в соавторстве с В. Г. Пидгайко)
- Кирилл (Васильев) // Православная энциклопедия. — М., 2014. — Т. XXXIV : Кипрская православная церковь — Кирион, Вассиан, Агафон и Моисей. — С. 508-510. — 33 000 экз. — ISBN 978-5-89572-039-4.
- Кирилловское викариатство // Православная энциклопедия. — М., 2014. — Т. XXXIV : Кипрская православная церковь — Кирион, Вассиан, Агафон и Моисей. — С. 709-711. — 33 000 экз. — ISBN 978-5-89572-039-4.
- Князь-Владимирский собор // Православная энциклопедия. — М., 2014. — Т. XXXVI : Клотильда — Константин. — С. 144-152. — 29 000 экз. — ISBN 978-5-89572-041-7. (в соавторстве со священником Александром Берташем)
- Колпинское викариатство // Православная энциклопедия. — М., 2014. — Т. XXXVI : Клотильда — Константин. — С. 444. — 29 000 экз. — ISBN 978-5-89572-041-7.
- Кронштадтское викариатство // Православная энциклопедия. — М., 2015. — Т. XXXIX : Крисп — Лангадасская, Литиская и Рендинская митрополия. — С. 49-51. — 33 000 экз. — ISBN 978-5-89572-033-2.
- Ладожское викариатство // Православная энциклопедия. — М., 2015. — Т. XXXIX : Крисп — Лангадасская, Литиская и Рендинская митрополия. — С. 639. — 33 000 экз. — ISBN 978-5-89572-033-2.
- Лев (Юрлов) // Православная энциклопедия. — М., 2015. — Т. XL : Лангтон — Ливан. — С. 225-226. — 33 000 экз. — ISBN 978-5-89572-033-2.
- Лодейнопольское викариатство // Православная энциклопедия. — М., 2016. — Т. XLI : Ливаний — Львовский в честь Преображения Господня женский монастырь. — С. 392-393. — 30 000 экз. — ISBN 978-5-89572-021-9.
- Лужское викариатство // Православная энциклопедия. — М., 2016. — Т. XLI : Ливаний — Львовский в честь Преображения Господня женский монастырь. — С. 551-552. — 30 000 экз. — ISBN 978-5-89572-021-9.
- Любанское викариатство // Православная энциклопедия. — М., 2016. — Т. XLII : Львовский собор — Максим, блаженный, Московский. — С. 33-34. — 30 000 экз. — ISBN 978-5-89572-047-9.
- Макарьевское викариатство // Православная энциклопедия. — М., 2016. — Т. XLII : Львовский собор — Максим, блаженный, Московский. — С. 610. — 30 000 экз. — ISBN 978-5-89572-047-9.
- Маловишерское викариатство // Православная энциклопедия. — М., 2016. — Т. XLIII : Максим — Маркелл I. — С. 214-215. — 30 000 экз. — ISBN 978-5-89572-049-3.
- Маркелл (Родышевский) // Православная энциклопедия. — М., 2016. — Т. XLIII : Максим — Маркелл I. — С. 744-745. — 30 000 экз. — ISBN 978-5-89572-049-3.
- Михаил (Десницкий) // Православная энциклопедия. — М., 2017. — Т. XLV : Мерри Дель Валь — Михаил Парехели. — С. 624-629. — 39 000 экз. — ISBN 978-5-89572-052-3.
- Нарвское викариатство // Православная энциклопедия. — М., 2017. — Т. XLVIII : Муромский в честь Успения Пресвятой Богородицы мужской монастырь — Непал. — С. 391-393. — 30 000 экз. — ISBN 978-5-89572-055-4.
- Никанор (Надежин) // Православная энциклопедия. — М., 2018. — Т. XLIX : Непеин — Никодим. — С. 440—444. — 39 000 экз. — ISBN 978-5-89572-056-1.
- Никодим (Сребницкий) // Православная энциклопедия. — М., 2018. — Т. L : Никодим — Никон, Патриарх Антиохийский. — С. 24-26. — 39 000 экз. — ISBN 978-5-89572-057-8.
- Николай (Налимов) // Православная энциклопедия. — М., 2018. — Т. L : Никодим — Никон, Патриарх Антиохийский. — С. 337-340. — 39 000 экз. — ISBN 978-5-89572-057-8. (в соавторстве с Т. А. Богдановой, Д. Б. К.)
- Новгородская и Старорусская епархия // Православная энциклопедия. — М., 2018. — Т. LI : Никон — Ноилмара. — С. 382-451. — 39 000 экз. — ISBN 978-5-89572-058-5. (разделы: с. 407—414, 416—421, 427—429; в соавторстве: с А. И. Мельниковым — с. 422—424, с А. А. Гавриловой, А. П. П. — с. 424—426)
- Няндомское викариатство // Православная энциклопедия. — М., 2018. — Т. LII : Ной — Онуфрий. — С. 193. — 39 000 экз. — ISBN 978-5-8957-2059-2.
- Павел (Доброхотов) // Православная энциклопедия. — М., 2019. — Т. LIV : Павел — Пасхальная хроника. — С. 26-29. — 39 000 экз. — ISBN 978-5-89572-061-5.
- Палладий (Писарев-Раев) // Православная энциклопедия. — М., 2019. — Т. LIV : Павел — Пасхальная хроника. — С. 327-328. — 39 000 экз. — ISBN 978-5-89572-061-5. (часть статьи)
- Палладий (Пьянков) // Православная энциклопедия. — М., 2019. — Т. LIV : Павел — Пасхальная хроника. — С. 327-328. — 39 000 экз. — ISBN 978-5-89572-061-5.
- Панфилов (Памфилов) Иоанн Иоаннович // Православная энциклопедия. — М., 2019. — Т. LIV : Павел — Пасхальная хроника. — С. 504-506. — 39 000 экз. — ISBN 978-5-89572-061-5.
- Петрозаводская и Карельская епархия // Православная энциклопедия. — М., 2019. — Т. LVI : Петр Дамиани — Повечерие. — С. 278-298. — 39 000 экз. — ISBN 978-5-89572-063-9. (основная часть статьи: с. 278—291, 297)
- Порховское викариатство // Православная энциклопедия. — М., 2020. — Т. LVII : Погановская икона Божьей Матери — Православное обозрение. — С. 563-564. — 39 000 экз. — ISBN 978-5-89572-064-6.
- Ревельское викариатство // Православная энциклопедия. — М., 2020. — Т. LIX : Псой Египетский — Ринальди. — С. 403-406. — 39 000 экз. — ISBN 978-5-89572-066-0.

- Раба Божия Ксения: Комментарии к житийным сведениям. — Л. 1988 (в соавторстве с А. А. Бовкало)
- Князь-Владимирский собор. Краткий исторический очерк. — СПб.: Князь-Владимирский собор, 2005. — 62 с. (в соавторстве со священником А. Берташем и М. В. Шкаровский)
- Избранник Божий и народа: жизнеописание священномученика Вениамина, митрополита Петроградского и Гдовского. — Санкт-Петербург : Блокадный храм, 2006. — 382 с. (в соавторстве с А. А. Бовкало)
- Семинарский храм Санкт-Петербургской Духовной академии. — СПб.: СПбДАиС, Изд-во Зимина, 2012. — 144 с. — ISBN 978-5-91542-152-2. (в соавторстве со священником А. Берташем)

- Синодик гонимых, умученных, в узах невинно пострадавших православных священно-церковнослужителей и мирян Санкт-Петребургской епархии ХХ столетие / Ред. В. Сорокин, Сост. А.А Бовкало, Сост. А. К. Галкин, Сост. Л. Н. Логачёва, Сост. Г. М. Степанова, Сост. М. В. Шкаровский. — СПб. : [б. и.], 1999. — 124 с.
- Преемство: [Из истории духовного образования: Сб.] / Отв. ред., предисл.: прот. В. Сорокин; сост.: А. К. Галкин, А. А. Бовкало. — СПб., 2007.
- Документы Московской Патриархии: 1934 год / Публ. и коммент.: А. К. Галкин // Вестник церковной истории. 2010. № 3/4(19/20). С. 169—252.
- Алексий (Симанский), митр. Алфавитный список Ленинградской области. На 1 мая 1937 года / публикация А. А. Бовкало, публикация, авт. указателей А. К. Галкин, авт. предисл. проф.-прот. В. Сорокин. — СПб. : Князь-Владимирский собор, 2014. — 280 с.
- Приложение. Списки патриарших приходов по районам Ленинградской, Новгородской, Боровичской, Псковской, Череповецкой и Олонецкой епархий на начало 1937 года, с указанием наличного духовенства / Алексий (Симанский), митр. Алфавитный список Ленинградской области. На 1 мая 1937 года. СПб. : Князь-Владимирский собор, 2014. С. 165—277.
- Издание Новгородской епархии «София» : аннотированный указатель, 1992—2015 гг. / Сост. А. К. Галкин. — СПб., 2016. — 191 с.
- Издание Новгородской епархии «София» : аннотированный указатель, 1992—2023 гг. / Сост. А. К. Галкин. — СПб., 2024. — 310 с.